# Сильва, Педро да
Пе́дро да Си́льва (порт. Pedro da Silva; известен также как фр. Pierre da Sylva, с вариантами написания фамилии Dasilva, Dassylva и Desilva; 1647 или 1651, Сан-Жулиан (Лиссабон), Португалия — 2 августа 1717, Квебек, Канада) — первый официально назначенный правительством почтовый курьер в Новой Франции, которая впоследствии стала частью Канады. Он был уроженцем Португалии и получил в Новой Франции прозвище dit le Portugais (в переводе с фр. — «по прозвищу Португалец»).

## Биография
Педро да Сильва родился в 1647 или 1651 году в Сан-Жулиане (ныне в черте Лиссабона). Его отца звали Жозе да Сильва (Joseph Da Silva; род. 1621), мать — Мари Франсуа (Marie François), и Педро был их первым ребёнком.
Предполагают, что Педро мог окончить португальскую школу мореплавания, наподобие открытой Генрихом Мореплавателем школы в районе Сагреш, и не позднее 1763 года покинул свою родину.
Неизвестно, каким образом молодой да Сильва очутился в Новом Свете, в колонии Франции, находившейся в то время во враждебных отношениях с Португалией. Первое документальное упоминание имени Педро да Сильвы в Новой Франции относится к концу 1763 года, а через три с половиной года он обзавёлся здесь семьёй.
Согласно переписи населения 1681 года, Педро с семьёй жил сначала в Бопоре (ныне пригород Квебека; англ. Beauport, Quebec City), где работал обычным письмоносцем. Позднее он переселился в Сол-о-Матело (англ. Sault-au-Matelot), предместье Квебека, и занялся перевозкой товаров в колонии (на лодке и на повозке). Да Сильва, по-видимому, заслужил хорошую репутацию в деле перевозки и доставки товаров, пакетов и писем круглый год, даже суровыми зимами. Имеются свидетельства того, что в июле 1693 года да Сильве уплатили 20 солей за доставку мешка с почтой из Монреаля в город Квебек.
23 декабря 1705 года он получил патент от соуправляющего Новой Франции (англ. Intendant of New France) Жака Родо (англ. Jacques Raudot), который назначил его «первым курьером» в Канаде. Да Сильва доставлял как правительственную почту, так и письма частных лиц на маршрутах между Квебеком и Труа-Ривьером или Монреалем. Вероятно, в то время были и другие курьеры, развозившие почту по дорогам и водным путям Новой Франции, но П. да Сильва стал первым, кто был официально назначен на эту должность государством.
В июле 1717 года Педро да Сильва был госпитализирован и через 12 дней, 2 августа, скончался. Его похоронили в тот же день, и подозревают, что такая поспешность могла быть вызвана тем, что да Сильва мог быть заражён опасным инфекционным заболеванием (англ. malignant fever, фр. fièvre maligne), эпидемии которого вспыхивали в колонии в 1717 и 1718 годах. Сохранилась документальная запись о совершении захоронения тела Педро да Сильвы:

## Семья
Педро да Сильва женился в 1677 году в возрасте 30 (или 26) лет. Это случилось 16 мая в Бопре́ (L’Ange-Guardien, Beaupre), о чём существует соответствующая регистрационная запись в документах того времени. Его жену звали Мари Жанна Греслон Лявиолет (Marie Jeanne Greslon Laviolette). Она была дочерью ткача Жака Греслона по прозвищу Лявиолет (Jacques Greslon dit Laviolette) и Жанны Виньо (Jeanne Vigneault), жителей Шато-Рише (Chateau-Richer). Мари Жанна родилась 9 февраля 1663 года, и, таким образом, на момент бракосочетания с Педро да Сильвой ей было полных 14 лет.
От брака с Мари Жанной у Педро да Сильвы было 15 детей (что было обычным явлением того времени), включая семь дочерей и восемь сыновей. О шести из них сообщается, что они не умерли при рождении или в раннем детстве и прожили по меньшей мере 25 лет:
| Сын (С), дочь (Д) | Имя                                              | Даты и места рождения и смерти (если известны)            |
| ----------------- | ------------------------------------------------ | --------------------------------------------------------- |
| Д                 | Louise Desilva (Dassylva Portugais)              | род. 1681, Бопор (Квебек)                                 |
| Д                 | Madeleine Desilva (Dassylva Portugais)           | 1682, Квебек — 1756 Шарльбур (англ. Charlesbourg, Quebec) |
| Д                 | Elizabeth Desilva (Dassylva Portugais)           | 1687, Квебек — 1760, Квебек                               |
| Д                 | Jeanne Catherine Desilva (Dassylva Portugais)    | 1688 — 1689                                               |
| С                 | Pierre Desilva (Dassylva Portugais I)            | 1690, Квебек — 1715, Квебек                               |
| С                 | Jean Baptiste Desilva (Dassylva Portugais)       | род. 1692, Квебек                                         |
| Д                 | Anne (a) Desilva (Dassylva Portugais)            | род. 1694                                                 |
| Д                 | Anne (b) Desilva (Dassylva Portugais)            | 1695, Квебек — 1732, Квебек                               |
| С                 | Francois Desilva (Dassylva Portugais)            | род. 1697, Квебек                                         |
| С                 | Nicolas Desilva (Dassylva Portugais I)           | 1698, Квебек — 1761, Квебек                               |
| С                 | Pierre Desilva (Dassylva Portugais)              | 1698, Квебек (Канада) — 1703 Квебек-Сити                  |
| Д                 | Jeanne Desilva (Dassylva Portugais)              | 14 февраля 1700 — 17 января 1703                          |
| С                 | Dominique Desilva (Dassylva Portugais)           | 1702, Квебек — после 1747, Квебек                         |
| С                 | Jean Marie Desilva (Dassylva Portugais I)        | род. 1704, Квебек                                         |
| С                 | Jean Baptiste Marie Desilva (Dassylva Portugais) | род. 1706, Квебек                                         |

По другим сведениям, у четы да Сильва было 14 детей, и только четверо из них умерло в детском возрасте. Десять детей да Сильвы женились или вышли замуж и большинство из них также имели многодетные семьи.
Через шесть месяцев после смерти Педро, 23 января 1718 года, Мари Жанна вышла во второй раз замуж за Жака Морана (Jacques Morand) из Квебека, и от этого брака у неё был ещё один сын.

## Память
В 1938 году на здании старого почтамта по улице Святого Иакова (rue Saint-Jacques) в Монреале была установлена мемориальная доска в честь Педро да Сильвы, на которой был выгравирован следующий памятный текст:

«С 1693 года перевозка писем между Квебеком и Монреалем осуществлялась курьерами. Первым известным курьером был Пьер Дасильва по прозвищу Португалец».
Оригинальный текст (фр.)"Dès 1693 le transport de lettres se faisait par messagers entre Québec et Montréal. Le premier courrier connu a été Pierre Dasilva, dit Le Portugais."

- Фотография из Библиотеки Конгресса (ок. 1900)
- Прошедшая почту канадская открытка (ок. 1906)
- Канадская открытка (ок. 1909)

В 1959 году это здание было снесено, а на его месте было построено новое здание Банка Монреаля.
6 июня 2003 года канадская почта осуществила выпуск почтовой марки номиналом в 48 центов, приуроченный к 50-летию официально спонсированной португальской иммиграции в Канаду и одновременно посвящённый первому канадскому курьеру Педро да Сильве (Sc #1988). Рисунок марки был подготовлен Клермоном Маленфаном (Clermont Malenfant) и основывался на гравюре Пьера Кано (англ. Pierre-Charles Canot), в свою очередь созданной под впечатлением рисунка Ричарда Шорта (Richard Short), изображавшего Квебек-Сити. На марке, выполненной литографским способом, также показаны красная печать Суверенного совета Новой Франции (англ. Sovereign Council of New France), фрагмент официального патента, выданного португальцу Жаком Родо, и автограф самого Педро да Сильвы. Выход памятной марки в свет был отмечен специальным гашением на конверте первого дня.
Кроме того, в 2007 и 2009 годах член Парламента Канады от Торонто Марио Сильва (Mario Silva) подавал в Палату общин на рассмотрение законопроект о почтении памяти П. да Сильвы в связи с 55-й годовщиой спонсирования португальской иммиграции в Канаду.